# くまざわ

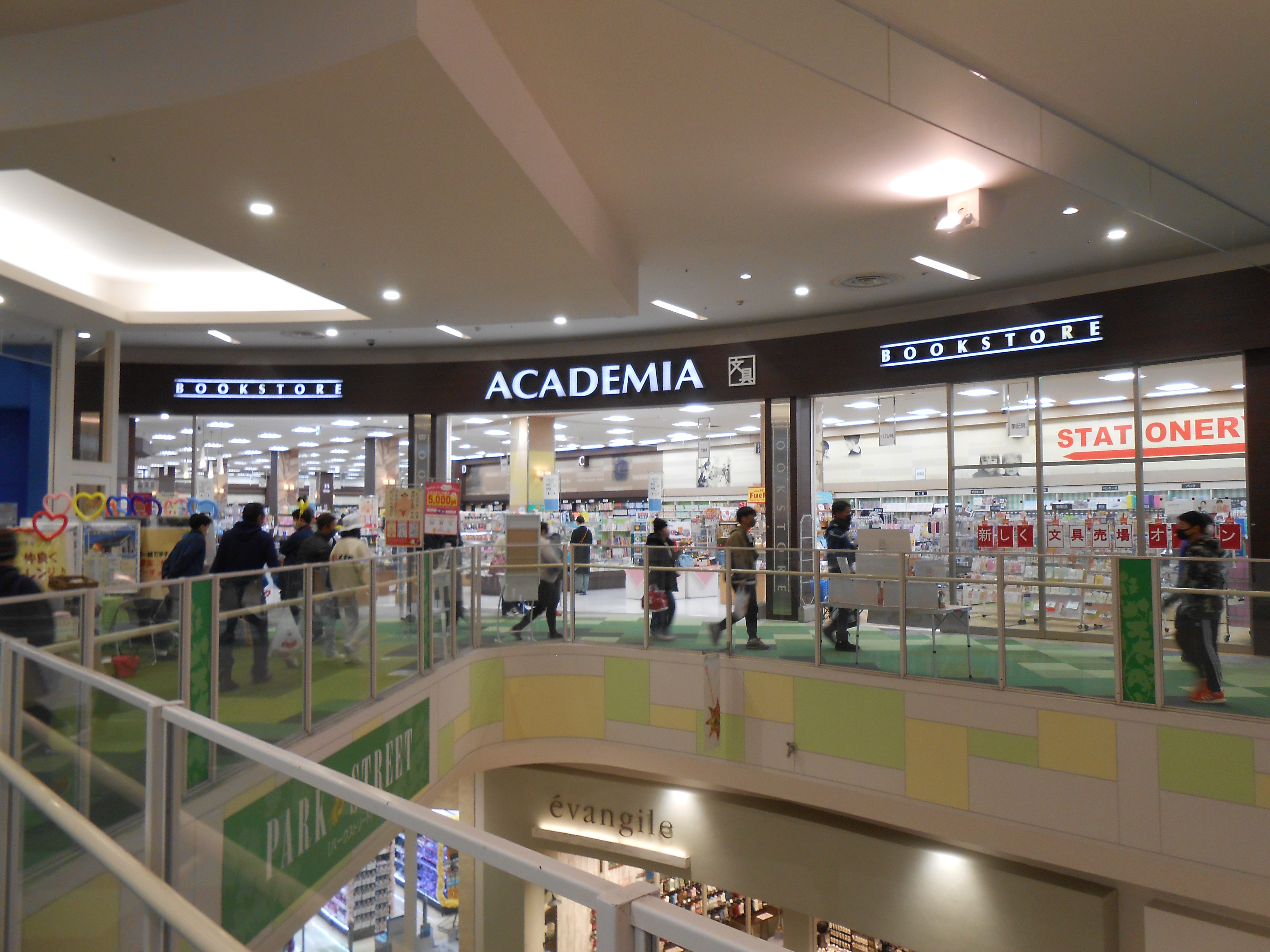
ACADEMIAちはら台店（千葉県市原市のショッピングセンター「ユニモちはら台」2階）

株式会社くまざわは、日本で書店を経営する企業である。

## 概要
本社は東京都八王子市八日町にある。グループに「くまざわ書店」「いけだ書店」「ACADEMIA（アカデミア）」「球陽堂書房」「田園書房」などの書店がある。北海道から沖縄県で駅ビル、百貨店、GMS、複合商業施設などに多く出店し、店舗数は日本全国で第3位である。

## 店舗
全店舗の一覧は公式サイトの「営業店一覧」を参照。
2024年9月現在、岩手県・秋田県・石川県・福井県・奈良県・岡山県・鳥取県・島根県・愛媛県・徳島県・高知県は店舗がない。

## グループ企業
- 株式会社 くまざわ書店
- 株式会社 神奈川くまざわ書店
- 八王子図書販売株式会社
- 東京ブックセンター開発株式会社
- 株式会社 球陽堂

## 関連会社
- 株式会社パペレーリア・イケダ
- 株式会社ディスク・トップ